# Amtsbezirk Langenlois
Der Amtsbezirk Langenlois war eine Verwaltungseinheit im Waldviertel in Niederösterreich.
Der Amtsbezirk war der Kreisbehörde in Krems an der Donau unterstellt und besorgte deren Amtsgeschäfte vor Ort. Die Zuständigkeit erstreckte sich neben Langenlois auf die damaligen Gemeinden Freischling, Gobelsburg, Haindorf, Lengenfeld, Mittelberg, Mollands, Neustift, Plank, Reith, Schiltern, Schönberg, Stiefern, Zöbing und der vereinigte Waldkörper am Manhartsberge.
Der Amtsbezirk umfasste dabei 15 Gemeinden mit 10.692 Einwohnern (lt. Zählung von 1851).